# فرودگاه پرنت
 فرودگاه پرنت (به انگلیسی: Parent Airport) یک فرودگاه همگانی است که یک باند فرود شن دارد و طول باند آن ۹۰۷ متر است. این فرودگاه در کشور کانادا قرار دارد و در ارتفاع ۴۲۷ متری از سطح دریا واقع شده است.